# Ricardo M. Rueda
Ricardo M. Rueda Pereira ( 1960 ) es un profesor, y botánico nicaragüense. Desarrolla actividades académicas en el Dto. de Biología, Facultad de Ciencias y Tecnología, Universidad Nacional Autónoma de Nicaragua, León.

## Algunas publicaciones
- Angélica m. Guevara guevara, ricardo m. Rueda pereira. 2009. Plantas Alimenticias que se ofertan en los mercados de la ciudad de León Archivado el 21 de octubre de 2014 en Wayback Machine.. Universitas 3 ( 2): 37-40, ISSN 2071-2575

- nelson Toval herrera, ricardo Rueda pereira. 2009. Malezas comunes de León, Nicaragua. 1ª ed. Santo Domingo de Heredia, Costa Rica: Instituto Nacional de Biodiversidad, INBio, 128 pp. ISBN 978-9968-927-43-7
- La abreviatura «Rueda» se emplea para indicar a Ricardo M. Rueda como autoridad en la descripción y clasificación científica de los vegetales.[3]